# Ny Borre
Ny Borre (også kaldt Holme) er en bebyggelse der næsten er vokset sammen med det gamle Borre til én landsby. Den ligger i Borre Sogn på Møn. 
Ny Borre omtales 1596 (Nyborge). Landsbyen udskiftedes i 1809.
Ved Ny Borre lå en saftstation, der leverede roesaft til Stege Sukkerfabrik gennem en rørledning, og en lille jernbane blev anvendt til at bringe roer hertil. En lokomotivremise ses ved siden af det tidligere Holme Mejeri (i dag Holme Forlagsservice). 
En stor betonsilo kan ses vidt omkring.